# Pro-Kopf-Einkommen

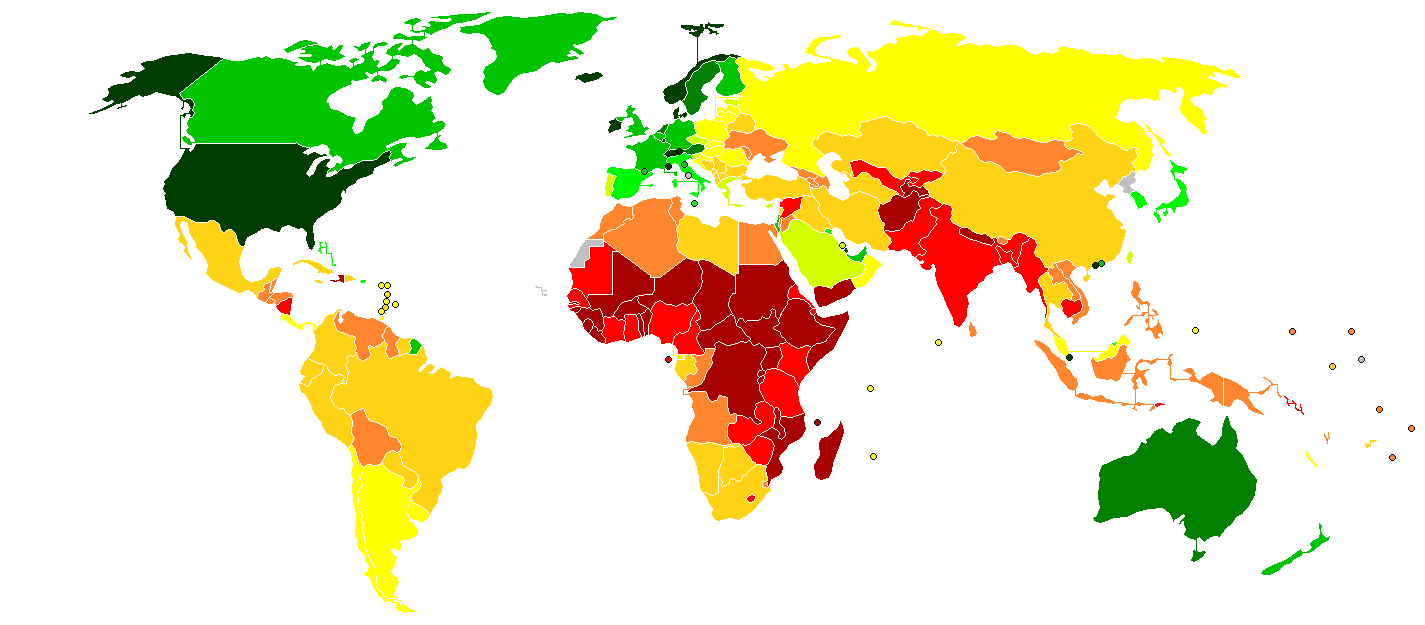
Pro-Kopf-Einkommen weltweit, 2018

Das Pro-Kopf-Einkommen (Abkürzung: PKE; englisch income per capita) ist eine volkswirtschaftliche Kennzahl, welche die Bruttoeinkommen, Durchschnittseinkommen oder andere Einkommensgrößen der Einwohnerzahl eines Staates gegenüberstellt.

## Allgemeines
Zu den Einkommensgrößen der Privathaushalte zählen das Arbeitnehmerentgelt, Brutto- oder Nettoeinkommen je Arbeitnehmer oder das verfügbare Einkommen nach Art des Privathaushalts. Auch andere volkswirtschaftliche Kennzahlen wie insbesondere Brutto-, Nettonationaleinkommen oder Volkseinkommen können pro Kopf angegeben werden. Dabei ist zu berücksichtigen, dass das Volkseinkommen kein Einkommensaggregat nach ESVG 1995 darstellt.

## Ermittlung
Um das Pro-Kopf-Einkommen {\displaystyle PKE} zu ermitteln, wird häufig das jährliche Durchschnittseinkommen {\displaystyle \varnothing Y} der Bevölkerung eines Staates oder einer Region {\displaystyle P} gegenübergestellt:
{\displaystyle PKE={\frac {\varnothing Y}{P}}}.
Anstelle des Durchschnittseinkommens kann auch das Bruttoinlandsprodukt {\displaystyle BIP} gewählt werden:
{\displaystyle PKE={\frac {BIP}{P}}}.
Bei Wirtschaftswachstum und konstant bleibender Bevölkerungszahl steigt das Pro-Kopf-Einkommen, so dass sich eine Erhöhung der Geburtenrate oder zunehmende Einwanderung negativ auf das PKE auswirken.

## Einflussfaktoren
Es gibt eine Reihe von Faktoren, die das Pro-Kopf-Einkommen sowohl positiv als auch negativ beeinflussen können.
Bei einer Einwanderung steigt z. B. zunächst lediglich Bevölkerungsanzahl, während das Bruttoinlandsprodukt nur dann mit wächst, wenn die Einwanderer offene Stellen auf dem Arbeitsmarkt besetzen können. Steigt die Einwohnerzahl stärker als z. B. das Bruttonationalprodukt, so sinkt das Pro-Kopf-Einkommen.
Wenn zwei Länder eine gleiche durchschnittliche Arbeitsproduktivität aufweisen, aber eine unterschiedliche Zahl an Arbeitskräften, wird das Pro-Kopf-Einkommen ungleich sein. Unter der Annahme gleicher Bevölkerungsanzahl wird das Land mit dem höheren Anteil an Arbeitskräften das höhere Pro-Kopf-Einkommen haben. Das bedeutet, dass Unterschiede bei der Geburtenrate und der Sterblichkeit der Bevölkerung sich unmittelbar auf das Pro-Kopf-Einkommen eines Landes auswirken.
So führt die Zunahme der Geburtenrate kurzfristig zu einer Senkung des Pro-Kopf-Einkommens, da in diesem Fall die Zahl der Arbeitnehmer vorübergehend sinkt. Langfristig gesehen, steigern die Neugeborenen wiederum die Anzahl der Arbeitnehmer und somit die Sozialproduktgröße. Ist die Sterberate eines Landes höher als die Geburtenrate, so sinkt die Bevölkerungszahl, wodurch das Pro-Kopf-Einkommen höher ausfällt.
Ein weiterer Aspekt, der sich positiv auf das Pro-Kopf-Einkommen auswirkt, ist die erhöhte Arbeitszeit. Bei gleichbleibender Beschäftigtenzahl kommt es zu einer Erhöhung des Arbeitsangebots. Das ist jedoch problematisch, da mit einer höheren Anzahl an Arbeitsstunden die Arbeitsproduktivität der Arbeitnehmer sinkt. Somit steigt die Arbeitsstundenzahl schneller als das Pro-Kopf-Einkommen. Die alternative Lösung wäre hier, Qualifizierungsmaßnahmen durchzuführen.
Ein dauerhaftes Wachstum des Pro-Kopf-Einkommens kann nur durch ständigen technischen Fortschritt erreicht werden. Dieser weitet die Produktionsmöglichkeiten aus, ohne dass man mehr Arbeitnehmer einsetzen muss. Der technische Fortschritt ist also für das Wachstum einer Volkswirtschaft unabdingbar.
Länder mit geringer technologischer Entwicklung, wie Mexiko oder Rumänien, haben ein niedrigeres Pro-Kopf-Einkommen als Länder, die stark industriell entwickelt sind, wie z. B. die Vereinigten Staaten, England und Deutschland. Agrarstaaten haben also im Allgemeinen ein niedrigeres Pro-Kopf-Einkommen als Industriestaaten und umgekehrt.

## Gradmesser für den Wohlstand

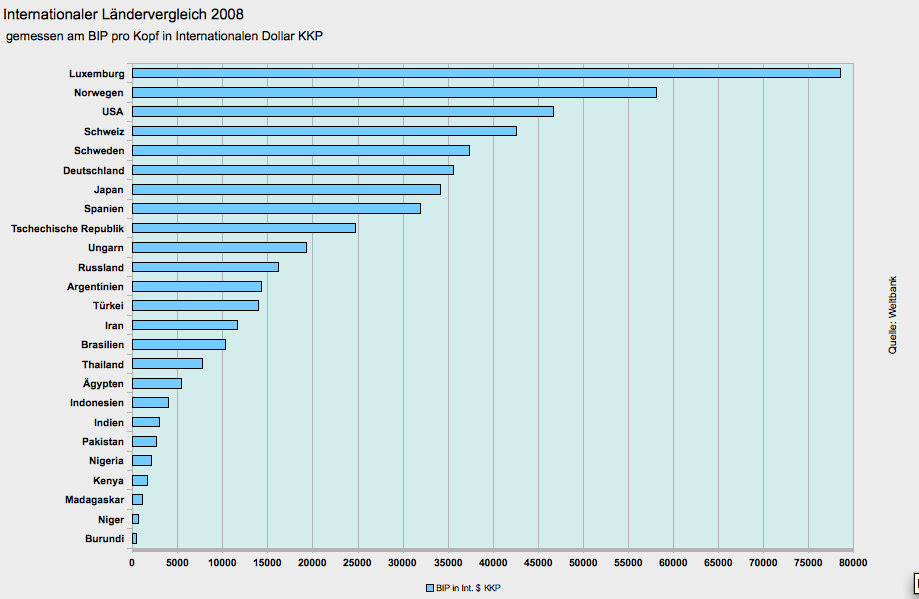
Pro-Kopf-Einkommen 2008 in Internationalen $ KKP

Das Pro-Kopf-Einkommen galt lange als einer der wichtigsten Indikatoren zur Wohlstandsmessung eines Landes. Es zeigt den durchschnittlichen materiellen Wohlstand und macht ihn – gegebenenfalls nach Währungsumrechnung – zwischen den Ländern vergleichbar. Nach Bereinigung des Pro-Kopf-Einkommens verschiedener Jahre um die Inflationsrate kann auch die wirtschaftliche Situation eines Landes in verschiedenen Rechnungsperioden verglichen werden. Dieser Durchschnittswert enthält jedoch keine Aussage darüber, wie das Einkommen innerhalb eines Landes verteilt ist. So kann schon eine kleine Gruppe wohlhabender Bürger das Pro-Kopf-Einkommen eines Landes wesentlich erhöhen. Vor allem in den Entwicklungsländern sind die Einkommen sehr ungleich verteilt. Zwar weisen alle Länder einen gewissen Grad an Ungleichheit der Einkommensverteilung auf, doch ist dieser in den Entwicklungsländern gravierend höher als in den Industriestaaten. So herrschen insbesondere auf dem afrikanischen Kontinent und in Südasien extrem ungleiche Einkommensverteilungen. Das zeichnet ein verzerrtes Bild der Lebensqualität der Bevölkerung dieser Länder; meist geht es der Bevölkerungsmehrheit wesentlich schlechter als das Pro-Kopf-Einkommen vermuten lässt.
Ein Indiz für die Stärke der Ungleichverteilung können die Abweichungen zwischen Pro-Kopf-Einkommen, Medianeinkommen und Durchschnittseinkommen sein. Das PKE ist dabei niedriger als das Durchschnittseinkommen, da einerseits ein Einkommen im Schnitt mehr als einen Kopf versorgen muss (etwa die Familie) und andererseits wenige sehr hohe Einkommen den arithmetischen Mittelwert der Einkommen nach oben verzerren. Außerdem wird das Durchschnittseinkommen meist nur als das der abhängig Beschäftigten berechnet – die Einkommen Selbstständiger, Freiberufler und Unternehmensgewinne (welche im Volkseinkommen jedoch eingeschlossen sind) bleiben dabei außen vor. Dazwischen liegt das Medianeinkommen, auch Mittleres Einkommen genannt, welches die Einkommensbezieher in ihrer Anzahl in zwei Hälften teilt – die eine Hälfte verdient mehr als das Medianeinkommen, die andere Hälfte weniger.
Es gibt noch weitere Argumente, die gegen das Pro-Kopf-Einkommen als Wohlstandsindikator sprechen. So wird mit dieser Maßeinheit zum Beispiel nur das erfasst, was in Geld bewertet werden kann; viele andere Faktoren, die auch von Wert sind, bleiben unberücksichtigt. Zu nennen wären hier beispielsweise unentgeltliche Hausarbeit oder Schwarzarbeit. Des Weiteren reduziert beispielsweise unfreiwillige Arbeitslosigkeit den Wohlstand. Hingegen senkt eine höhere Präferenz für Freizeit zwar das Nettonationaleinkommen, wirkt sich jedoch positiv auf den Wohlstand aus.
Weiterhin ist der Aspekt der Umweltbelastung von Bedeutung. Durch verschiedene wirtschaftliche Aktivitäten wird die Umwelt belastet. Die Ausgaben für die Beseitigung dieser Schäden (Umweltkosten) senken den Wohlstand. Doch die Umweltschäden selbst, welche wohlstandsmindernd sind, werden durch den Indikator nicht erfasst.

## Statistik
Das Pro-Kopf-Einkommen wurde für 2022 in ausgesuchten Staaten wie folgt angegeben:
| Staat                  | Bruttoeinkommen 2021 in US-Dollar |
| ---------------------- | --------------------------------- |
| Australien             | 65526                             |
| Belgien                | 50114                             |
| Deutschland            | 49200                             |
| Frankreich             | 44100                             |
| Griechenland           | 27800                             |
| Italien                | 38200                             |
| Japan                  | 42900                             |
| Kanada                 | 55085                             |
| Luxemburg              | 127580                            |
| Mexiko                 | 19900                             |
| Niederlande            | 56489                             |
| Norwegen               | 106328                            |
| Österreich             | 52265                             |
| Polen                  | 29600                             |
| Schweiz                | 92371                             |
| Spanien                | 38400                             |
| Ungarn                 | 29600                             |
| Vereinigtes Königreich | 44300                             |
| Vereinigte Staaten     | 76348                             |

Auch hier zeigt sich der Effekt, dass in Kleinstaaten die Werte sehr viel höher liegen als in Flächenstaaten.

## Verwendung
Allgemein
Mit Hilfe des Pro-Kopf-Einkommens kann jeder Bürger sein eigenes Einkommen besser einordnen, Unternehmen können hiermit im Marketing das Marktpotenzial für die mögliche Güternachfrage ermitteln. Es bildet zudem auch die wichtigste Grundlage für die Ermittlung des Gender-Pay-Gap.
Messung des Wohlstands
Das Pro-Kopf-Einkommen wird häufig im internationalen Vergleich herangezogen. Um dabei Fremdwährungsunterschiede zu eliminieren, wird als Maßeinheit die Kaufkraftparität genutzt. Eine weitere Verfälschung kann sich durch die unterschiedliche Inflationsentwicklung ergeben; zur Vermeidung wird ein inflationsbereinigter Vergleich vorgenommen (reales Pro-Kopf-Einkommen). Der Vergleich zeigt die unterschiedlichen Einkommensniveaus.
Einteilung der Entwicklungsländer
Das Pro-Kopf-Einkommen ist auch ein Einteilungskriterium für Entwicklungs- und Schwellenländer. Charakteristische Merkmale sind für diese ein niedriges Pro-Kopf-Einkommen, geringer Bildungsstand (Analphabetismus), hohe Arbeitslosigkeit und unzulängliche Infrastruktur.
Die Bruttonationaleinkommenkategorisierung der Weltbank differenziert für 2024 die Pro-Kopf-Einkommen nach dem Bruttonationaleinkommen {\displaystyle BNE}:
{\displaystyle PKE={\frac {BNE}{P}}}.
Daraus entwickelte sie folgende Klassifizierungen, denen einzelne Staaten zugeordnet werden:
| Klassifizierung             | {\displaystyle BNE} in US-Dollar pro Kopf und Jahr | Beispiele                                            |
| --------------------------- | -------------------------------------------------- | ---------------------------------------------------- |
| Low Income Country          | ≤ 1135                                             | Afghanistan, Burkina Faso, Burundi, Somalia, Sudan   |
| Lower Middle Income Country | 1136 bis 4465                                      | Bangladesch, Bolivien, Indien, Indonesien            |
| Upper Middle Income Country | 4466 bis 13845                                     | Albanien, Irak, Kuba, Mexiko, Türkei                 |
| High Income Country         | > 13846                                            | Deutschland, Österreich, Schweiz, Vereinigte Staaten |

Trotz teilweise hohem Wirtschaftswachstum ist das Wohlstandsgefälle in keinem Kontinent so groß wie in Asien. Spitzenreiter  Japan und  Volksrepublik China werden gefolgt von den reichen Stadtstaaten  Hongkong und  Singapur, während auf der untersten Stufe  Bangladesch,  Bhutan oder  Kambodscha stehen.
Die Kategorisierung der Weltbank ist ein Kriterium beim Länderrating.
Messung der Armut
Einkommensarmut wird in den EU-Mitgliedstaaten in Armutsstudien bei einem Einkommen von 50 % des Durchschnittseinkommens angenommen, 40 % ist die Grenze für starke Armut, 60 % für schwache Armut (Armutsnähe). Andere Teile der Fachliteratur sehen die Armutsgrenze (englisch poverty line) erst bei 15 % des Durchschnitts- oder Pro-Kopf-Einkommens. Geringes Einkommen bedeutet geringe Kaufkraft, so dass im Extremfall nicht einmal die Grundbedürfnisse Gesundheit, Kleidung, Nahrung, Trinkwasser oder Wohnung befriedigt werden können. Zur Ermittlung von relativer Einkommensarmut wird häufig das mittlere Einkommen bevorzugt, da es im Gegensatz zum arithmetischen Mittel unempfindlicher gegenüber Extremwerten ist.

## Wirtschaftliche Aspekte
Das Pro-Kopf-Einkommen findet als Wohlstandsmaß eine breite Verwendung in Massenmedien, Wirtschaft, Wirtschaftspolitik und Wirtschaftswissenschaft. Im Marketing von Unternehmen kann es Marktpotenzial für die künftige Güternachfrage anzeigen. Dabei ist zu beachten, dass die Aussagekraft dieser Kennzahl durch die gewählte Bezugsgröße eingeschränkt sein kann. Beim PKE in Inlandswährung oder Fremdwährung wird die nationale Kaufkraft schlecht wiedergegeben, beim PKE aufgrund des Bruttoeinkommens können Extremwerte zu einer Verzerrung führen.
Die Kennzahl erlaubt dennoch den Vergleich der wirtschaftlichen Lage der Bevölkerung im Zeitablauf oder in verschiedenen Ländern. Bei internationalen Vergleichen wirken sich die Unterschiede zwischen BIP und BNP und die Berechnungsunterschiede nur graduell auf die Werte des Pro-Kopf-Einkommens aus.
Ein ökonomischer Zusammenhang besteht zum Äquivalenzeinkommen. Dieses ist nämlich definiert als diejenige Höhe des Pro-Kopf-Einkommens, die bei Gleichverteilung die gleiche Höhe der Gesamtwohlfahrt garantiert wie die, die sich bei der tatsächlichen (ungleichen) Einkommensverteilung ergibt.

## Abgrenzung
Das Pro-Kopf-Einkommen ist vom Durchschnittseinkommen abzugrenzen. Letzteres stellt das jährliche Bruttoeinkommen der Erwerbstätigen eines Staates dar. Anstelle des Bezugswerts „Erwerbstätige“ wird für das Pro-Kopf-Einkommen die Einwohnerzahl verwendet, was auch jene Einwohner einbezieht, die nicht erwerbstätig sind. Das Pro-Kopf-Einkommen als arithmetisches Mittel der Summe aller Einkommen bezogen auf die Bevölkerungsgröße (Köpfe) ist abzugrenzen vom Mittleren Einkommen (bestimmt als der Median aller Einkommen, das die betrachtete Bevölkerung in zwei Hälften teilt – die eine Hälfte verdient mehr als das Medianeinkommen, die andere Hälfte weniger), sowie vom Durchschnittseinkommen oder durchschnittlichen Haushaltseinkommen als arithmetisches Mittel aller Einkommen bezogen auf die Anzahl der Einkommen oder Anzahl der Haushalte.